# Хайнрих (Верл)
Вижте пояснителната страница за други личности с името Хайнрих.
Хайнрих фон Верл (на немски: Heinrich von Werl; † 18 или 20 август 1051) е граф на Верл от ок. 1017 г., фогт на имперското абатство Верден и сл. 1051 г. фогт на катедралата на Падерборн.

## Биография
Той е най-възрастният син на граф Херман II фон Верл (980 – 1025) и на Годила (Годела, † 1015), вдовица на Лотар III фон Валбек маркграф на Нордгау, дъщеря на граф Вернер I фон Ротенбург. Баща му е син на граф Херман I фон Верл († 985) и на Герберга Бургундска († 1019), дъщеря на бургундския крал Конрад III от род Велфи, и полубрат на императрица Гизела Швабска и братовчед на император Хайнрих III.
През 1018 г. той води самостоятелно сражение против архиепископа на Кьолн Хериберт, понеже по негово нареждане майка му била задържана. Около 1017 г. е граф на Графство Верл.
След смъртта му Хайнрих е наследен от по-малкия му брат Бернхард II, който от 1024 г. всъщност е владетел на Графство Верл.